# Rolpa District
Rolpa District er et af Nepals 75 administrative og politiske regioner, betegnet distrikter (lokalt betegnet district, zilla, jilla el. जिल्ला). Rolpa er et distrikt i bakkeområdet Middle Hills, som ligger i Rapti Zone i Mid-Western Development Region.
Rolpa areal er 1.879 km² og der boede ved folketællingen 2001 i alt 210.004 og i 2007 234.574 i distriktet. Distriktets politiske organ District Development Committee er sammensat gennem indirekte valg, med repræsentation fra hver af de 9-17 administrative enheder ilakaer, hvert distrikt er opdelt i.
Rolpa District er endvidere opdelt i 51 udviklingskommuner (lokalt navn: Gaun Bikas Samiti (G.B.S.) el. Village Development Committee (VDC)), hvoraf byer med over 10.000 indbyggere kategoriseres som købstæder (municipalities).
Rolpa District er udviklingsmæssigt – gennem anvendelse af FN og UNDP's Human Development Index – kategoriseret som nr. 65 ud af Nepals 75 distrikter.

## Eksterne links
- Kort over Rolpa District
- Rolpa District sundhedsprofil – fra FN-Nepal (på engelsk) Arkiveret 27. september 2007 hos  Wayback Machine

28°22′N 82°33′Ø / 28.37°N 82.55°Ø